# Tractat de Verdun
El Tractat de Verdun va ser signat el dia 11 d'agost del 843 per Lotari I, Carles el Calb i Lluís el Germànic, fills de Lluís el Pietós i nets de Carlemany per tal de repartir-se els territoris de l'Imperi Carolingi i posar fi als anys d'hostilitat per la guerra civil franca.
El 840, a la mort de Lluís el Pietós, la guerra entre els seus fills va començar immediatament. El fill gran, Lotari, va reclamar submissió als seus dos germans, Lluís i Carles, i poder sobre els seus regnes. Un altre germà, Pipí I d'Aquitània, no va prendre part en la disputa, ja que havia mort el 838, però el seu fill Pipí II havia heretat el regne d'Aquitània en contra de la voluntat del seu avi, Lluís I, que volia deixar el regne al seu fill Carles. Lotari va donar suport a les reclamacions de Pipí II.
El 841, Lluís el Germànic, fill del primer matrimoni de Lluís I, es va aliar amb Carles, fill d'un segon matrimoni, i tots dos junts van derrotar l'exèrcit de Lotari a la batalla de Fontenoy-en-Puisaye. El 842, els dos germans van segellar la seva aliança en el Jurament d'Estrasburg. Després d'això, Lotari es va mostrar disposat a negociar.
Finalment, segons va quedar estipulat en el tractat, Lotari va rebre la Frància Mitjana, del mar del Nord a Itàlia i el títol d'Emperador d'Occident; Lluís el Germànic, la Frància Oriental o Germania (el futur Imperi Alemany); i Carles, la Frància Occidental (el futur Regne de França).
Sovint es presenta aquest tractat com l'inici de la dissolució del gran imperi de Carlemany, però en realitat reflecteix l'adhesió a la idea franca de la divisió de l'herència, en lloc de la primogenitura. Si Carlemany no va poder seguir aquest costum va ser degut a la mort prematura de tots els seus fills, excepte Lluís I.